# Dmytro Tymčuk
Dmytro Tymčuk (27. června 1972, Čita, Sovětský svaz – 19. června 2019, Kyjev) byl ukrajinský poslanec a vojenský analytik. Ve svých blozích se zabýval situací na východní Ukrajině.
19. června 2019 byl nalezen mrtev ve své kyjevské kanceláři se střelným poraněním hlavy.

## Život
Tymčuk se stal námořním důstojníkem. Sloužil v ukrajinské armádě, absolvoval mise v Iráku, Libanonu a Kosovu.
V roce 2014 začal psát o ruské anexi Krymu a válce na východě Ukrajiny. Založil blog s názvem Informační odpor, ve kterém se věnoval zapojení ruské armády do konfliktu.
V říjnu 2014 byl zvolen poslancem ukrajinského parlamentu za stranu tehdejšího premiéra Arsenije Jaceňuka Lidová fronta.
V červnu 2019 byl nalezen mrtev se střelným poraněním hlavy. Den před smrtí se ve facebookovém příspěvku zabýval průběhem bojů mezi ukrajinskou armádou a proruskými separatisty na východní Ukrajině, přičemž je nazval „ruským okupačním vojskem“. Další vyšetřování má ukázat, zda byl zavražděn, spáchal sebevraždu nebo se zastřelil omylem.